# Microsoft Dynamics AX
 (septembre 2020).
Si vous disposez d'ouvrages ou d'articles de référence ou si vous connaissez des sites web de qualité traitant du thème abordé ici, merci de compléter l'article en donnant les références utiles à sa vérifiabilité et en les liant à la section « Notes et références ».
Pour les articles homonymes, voir AX.
Microsoft Dynamics AX (anciennement Microsoft Axapta) est un progiciel de gestion intégré (ERP) adaptable qui permet de gérer une entreprise. Il est le pilier central de Microsoft Entreprise Ressource Planning Software System. Microsoft Dynamics AX fonctionne comme beaucoup d'autres logiciels Microsoft, tels que Microsoft Office, et s’appuie sur les technologies Microsoft SQL Server. Il est donc possible de l'associer à des technologies Microsoft préexistantes dans le système d'information.

## Historique
À l’origine, Microsoft Dynamics AX a été conçu par la société danoise Damgaard sous le nom d’Axapta (mars 1998). En 2000, Damgaard et la société Navision Software fusionnaient pour donner naissance à NavisionDamgaard, qui devint ensuite Navision. Au cours de l’été 2002, Microsoft acquit Navision. Lors de son lancement, le logiciel Axapta était destiné aux marchés danois et américains uniquement. En janvier 2011, Microsoft annonce la sortie d'une nouvelle version de son ERP intitulé Microsoft Dynamics AX 2012 et disponible en fin d'année.
Dynamics AX utilise un environnement de développement intégré nommé MorphX, qui permet de personnaliser le logiciel grâce à un ensemble d’outils regroupant des fonctionnalités d’édition, de compilation et de débogage.

## MorphX etX++
MorphX est un environnement intégré de développement dans Microsoft Dynamics AX qui permet des personnalisations. Celles-ci peuvent être faites graphiquement pour concevoir des types de données, des tables, des requêtes, des formulaires, des menus et des rapports. Le langage utilisé pour développer des applications Dynamics AX se nomme X++. Il s’agit d'un langage respectant les principes de la programmation orientée objet tels que l’encapsulation, l'héritage, les classes, les objets, les méthodes et les propriétés. La syntaxe du langage X++ est proche de celle du langage C# ou Java. Ajoutons aussi que X++ permet la manipulation des données par l'intermédiaire du langage SQL.
De son côté, MorphX propose un modèle intuitif qui s'illustre par exemple à travers la possibilité de glisser et déposer des éléments. Il permet également d’accéder à n’importe quelle classe dont dispose l’application, via l’éditeur de code pour X++.
Parce que MorphX emploie des références pour lier les objets, la modification d’une caractéristique d’un objet (nom du champ, type de donnée, etc.) se répercute partout où l’objet est utilisé (dans un formulaire ou un rapport, par exemple). De plus, les changements réalisés à travers MorphX se répercutent sur l’application immédiatement après avoir compilé la solution.
Microsoft Dynamics AX offre un support intégré à l’IDE pour les systèmes de gestion des versions, permettant ainsi le développement collaboratif. Signalons aussi l’existence d’un outil proposant une rétro-ingénierie des structures de table et classe vers des modèles Visio.

## Fonctionnalités
- Analyse et pilotage de l’activité
- Gestion des ventes
- Gestion de la relation client
- Gestion de projet
- Gestion financière
- Gestion de production
- Gestion de stocks et entrepôts
- Gestion des achats
- Planification et CBN[Quoi ?]